# Bá tước xứ Seafield
Bá tước xứ Seafield (tiếng Anh: Earl of Seafield) là một tước hiệu thuộc Đẳng cấp quý tộc Scotland. Nó được tạo ra vào năm 1701 cho James Ogilvy, người đã kế vị danh hiệu Bá tước của cha mình là Bá tước xứ Findlater vào năm 1711. Hai tước vị Bá tước của Findlater và Seafield tiếp tục được hợp nhất cho đến năm 1811, khi Bá tước xứ Findlater bị thu hồi, trong khi Bá tước Seafield vẫn tồn tại.

## Lịch sử
Chi nhánh của Bá tước đầu tiên của Seafield thuộc gia tộc Ogilvy là hậu duệ của Walter Ogilvy, anh trai của ông John Ogilvy là tổ tiên của Bá tước của Airlie.
Năm 1616, hậu duệ cùng tên của Walter Ogilvy đã được phong Lãnh chúa Ogilvy xứ Deskford thuộc Đẳng cấp quý tộc Scotland. Con trai ông, lãnh chúa thứ 2 đã được nâng lên thành Bá tước xứ Findlater thuộc Đẳng cấp quý tộc Scotland vào năm 1638. Sau khi ông qua đời vào năm 1653, bá tước đầu tiên của Findlater được kế vị bởi con rể của ông là Sir Patrick trong khi Elizabeth được phong tước hiệu Nữ bá tước của Findlater. 